# Bockeroth

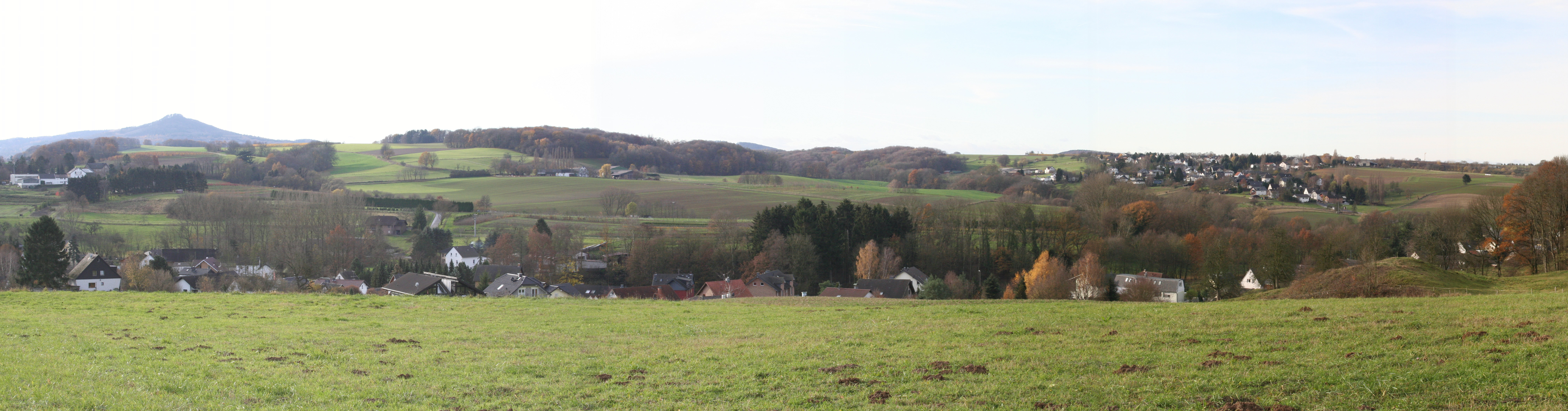
Lage von Bockeroth (rechts oben im Hintergrund) im Siebengebirge, gesehen aus Nord-West.

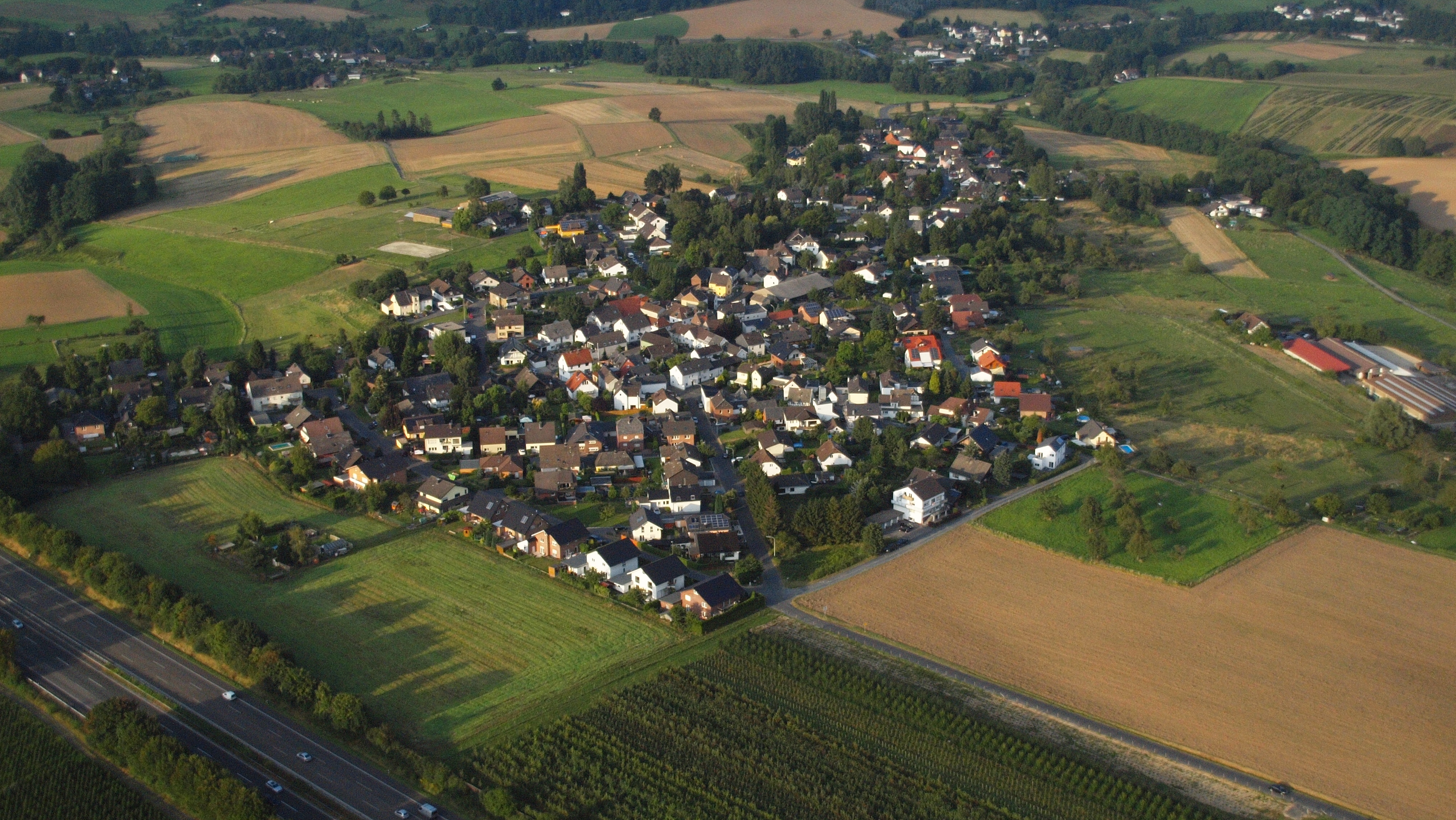
Luftaufnahme von Bockeroth mit A 3 im Vordergrund

Bockeroth ist ein Dorf und Ortsteil der Stadt Königswinter im nordrhein-westfälischen Rhein-Sieg-Kreis. Zu Bockeroth, das zum Stadtteil Stieldorf und zur Gemarkung Oelinghoven gehört, lassen sich die Ortsteile Bockeroth (540 Einw.), Düferoth (184 Einw.) und Friedrichshöhe (33 Einw.) mit zusammen 757 Einwohnern (Stand: 30. September 2022) zählen.

## Geographie
Bockeroth liegt im Nordosten des Stadtgebietes im Pleiser Hügelland, 1,5 Kilometer östlich des Ortszentrums von Stieldorf auf etwa 160 m ü. NHN. Am westlichen Ortsrand verlaufen parallel die Bundesautobahn 3 („Bockerother Berg“) und die ICE-Strecke Köln–Frankfurt.

## Geschichte
1121 bestätigt der Kölner Erzbischof Friedrich I. die Verfügung des Siegburger Abtes, wonach die abgabenpflichtigen Höfe, unter anderem in „Buchenrode“ und „Ruzenthorp“ (dem späteren Rauschendorf) ihre Abgaben erhöhen sollen, um die wachsende Zahl der Mönche versorgen zu können. Der Ortsname ist von „Buchen-Rodung“ abgeleitet. 1462 ist Düferoth als „Duvelroid“ erwähnt, ob von Teufel hergeleitet, wie in einer Erzählung eines Heisterbacher Mönches die Berge beiderseits des Düvelsarschbaches bezeichnet, ist nicht bekannt. In der Anfang des 19. Jahrhunderts durchgeführten Topographischen Aufnahme der Rheinlande lautete der Ortsname noch Buckeroth. 1848 ist Friedrichshöhe als Standort einer Krautfabrik genannt.
Einwohnerentwicklung
| Jahr | Einwohner |
| ---- | --------- |
| 1816 | 176       |
| 1828 | 198       |
| 1843 | 199       |
| 1885 | 240       |

## Sehenswürdigkeiten
Baudenkmäler

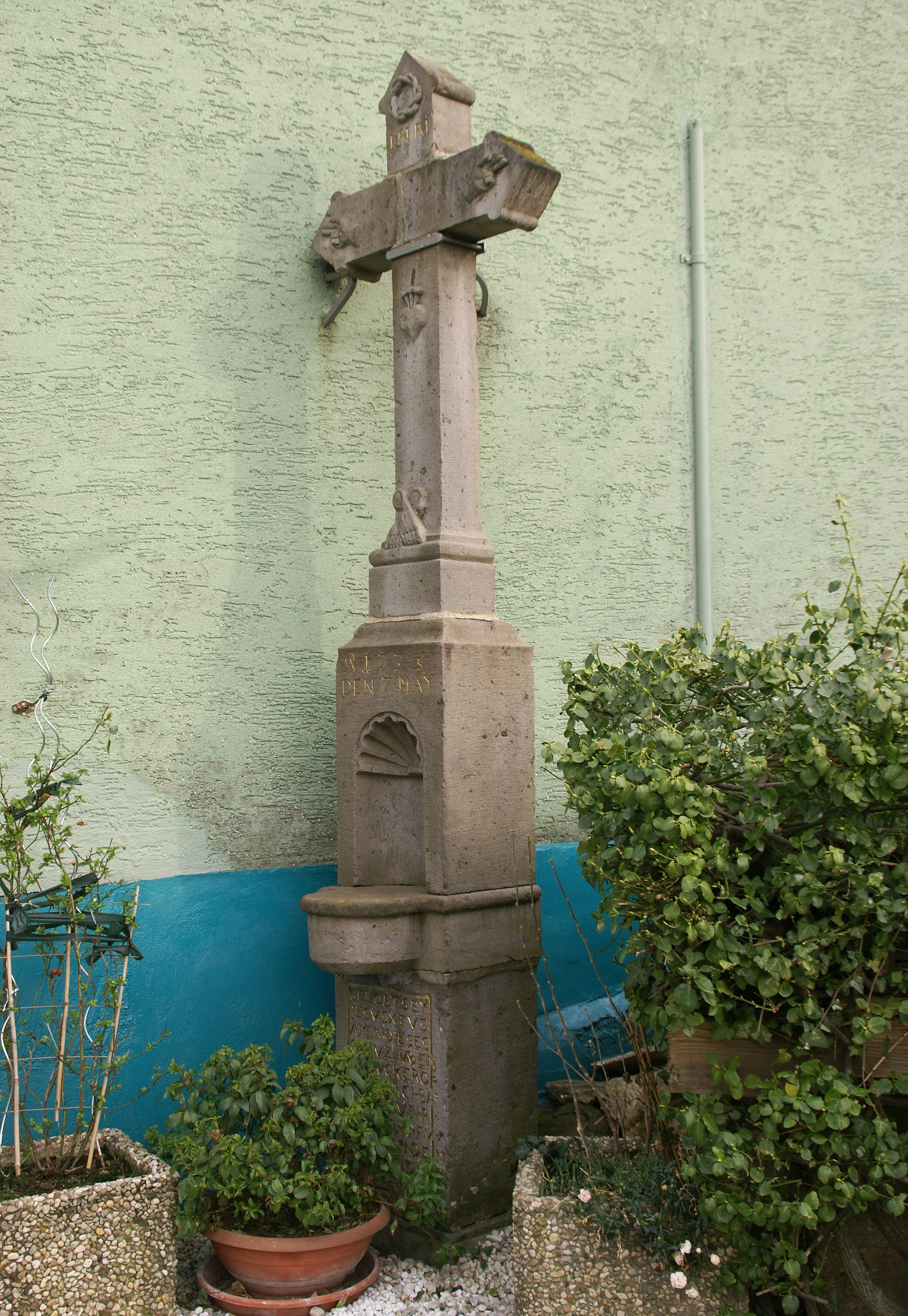
Nachbarschaftskreuz aus Trachyt (2014)

Als Baudenkmal unter Denkmalschutz stehen ein Wegestock und drei Wegekreuze, von denen das älteste aus dem Jahre 1735 ein Nachbarschaftskreuz aus Trachyt ist. Als denkmalwert im Rahmen der Erfassung der Baudenkmäler im Stadtgebiet durch das Rheinische Amt für Denkmalpflege in den Jahren 1987/88 erfasst wurde darüber hinaus eine mehrflügelige, offene Hofanlage mit einem Fachwerk-Wohnhaus in Stockwerkbauweise aus der zweiten Hälfte des 19. Jahrhunderts (Leithecker Straße 2).
Geschichtshäuschen am Düfelsarsch
In diesem kleinen Museum im Ortsteil Bockeroth-Düferoth findet sich eine Sammlung von Alltags- und Landwirtschaftsgegenständen sowie eine umfangreiche Puppen- und Spielzeugsammlung mit Exponaten überwiegend aus dem 19. und 20. Jahrhundert.

## Persönlichkeiten
- Konstanze Klosterhalfen (* 18. Februar 1997 in Bonn), Mittelstreckenläuferin, hält mehrere deutsche und europäische Jugend- und Juniorenrekorden sowie den deutschen Rekord im 3000-Meter- und 5000-Meter-Lauf.